# Duca di Aarschot
Duca di Aarschot è uno dei più importanti titoli nobiliari dei Paesi Bassi, collegato alla città fiamminga di Aarschot. Il titolo fu posseduto dal Casato di Croÿ e dagli Arenberg. L'attuale titolare è il duca Leopold de Arenberg (de Ligne), XIX duca di Aarschot e XIII duca d'Arenberg.

## Signori di Aarschot
- Goffredo di Brabante (12??-1302), signore di Aarschot, morto nella Battaglia degli speroni d'oro.
- Margareta di Lorena (1420–1477), signora di Aarschot. Moglie di Antoine I de Croÿ.
- Philippe I de Croÿ (1435–1511), figlio dei precedenti.
- Henry de Croÿ (1456–1514), figlio del precedente.

## Marchesi di Aarschot
- Guglielmo di Croÿ (1458–1521), fratello del precedente

## Duchi di Aarschot

### Casato di Croÿ (1496-1616)
- Philippe II de Croÿ (1496–1549), figlio di Philippe I, eredi i titoli del padre e dello zio Guglielmo.
- Charles II de Croÿ (1522–1551), figlio del precedente.
- Philippe III de Croÿ (1526–1595), fratello del precedente.
- Charles III de Croÿ (1560–1612), figlio del precedente.
- Anna van Croÿ (1568–1614), sorella del precedente. Sposata a Carlo d'Arenberg II principe d'Arenberg

### Casato di Arenberg (1616-oggi)
- Filippo Carlo, III conte d'Arenberg (1616-1640)
- Filippo Francesco, I duca d'Arenberg (1640-1645)
- Carlo Eugenio, II duca d'Arenberg (1675-1681)
- Filippo Carlo, III duca d'Arenberg (1681-1691)
- Leopoldo Filippo, IV duca d'Arenberg (1691-1754)
- Carlo Maria Raimondo, V duca d'Arenberg (1754-1778)
- Luigi Engelberto, VI duca d'Arenberg (1778-1803)
- Prospero Luigi, VII duca d'Arenberg (1803-1810)
- Engelberto Augusto, VIII duca d'Arenberg (1861-1875)
- Engelberto Maria, IX duca d'Arenberg (1875-1949)
- Engelberto Carlo, X duca d'Arenberg (1949-1974)
- Eric Engelberto, XI duca d'Arenberg (1974-1992)
- Giovanni Engelberto, XII duca d'Arenberg (1992-2011)
- Leopoldo, XIII duca d'Arenberg (2011-oggi), nato nel 1956